# Mårdsjö
Mårdsjö is een plaats in de gemeente Dorotea in het landschap Lapland en de provincie Västerbottens län in Zweden.

## Geschiedenis
Het dorp ontstond in 1769 toen de eerste vaste bewoners zich hier vestigden. Ze kregen ruzie met de Saami, die daar al een vergaderplaats hadden. Mårdsjö ligt op een zandplaat tussen de twee meren Saxvattnet en het Mårdsjön. Het spoorstationnetje dat aan de huidige Inlandsbanan ligt en in 1914 werd geopend kreeg eerst de naam Saxvattnet, omdat Mårdsjö toen nog in Jämtland lag. Bij de herindeling in 1894 kwam ook Mårdsjö in Västerbottens län te liggen en kreeg het station haar huidige naam.Om de aanleg van de spoorlijn mogelijk te maken kwam ook de eerste weg met Dorotea, waarna pas 50 jaar later ook de Europese weg 45 oftewel Zweedse rijksweg 45 het dorp ontsloot. In 1890 waren er 138 inwoners en dat resulteerde in de vestiging van een school. De bevolking liep echter in de 20e eeuw weer terug en de school moest dicht in 1967. Moest het dorp het aanvankelijk hebben van landbouw en veeteelt, tegenwoordig leeft het vooral van natuurtoerisme. In de buurt ligt de heuvel Mårsjöberget en de beek Mårdsjöbäcken.
Bestuurscentrum / Tätort: Dorotea
Småort: Avaträsk · Högland · Svanabyn · Västra Ormsjö
Overig: Bellvik · Borgafjäll · Fågelsta · Granåsen · Häggås · Korssele · Lajksjö · Lavsjö · Mårdsjö · Rajastrand · Risbäck · Storjola · Storbäck · Ullsjöberg · Östra Ormsjö